# الإمام علي صوت العدالة الإنسانية
الإمام علي صوت العدالة الإنسانية، موسوعة كاملة عن الإمام عليّ بن أبي طالب بقلم الكاتب المسيحي جورج جرداق، تقع هذه الموسوعة في خمسة أجزاء وملحق، تناول من خلالها الكاتب محطات ومواقف مهمة من حياة علي بن أبي طالب ليبين فيها بأن الإمام علي هو أفضل نموذج تجلت فيه القيم الإنسانية كالـعدالة والحكمة والإنصاف والشجاعة والقيادة والعلم على مر التاريخ.

## سيرة جورج جرداق الذاتية
ولد الكاتب والأديب المسيحي جورج جرداق في قرية جديدة بقضاء مرجعيون جنوبي لبنان عام 1931مـ درس في قريته ثم انتقل إلى بيروت ودرس في الكلية البطريركية وتخرج منها. فعمل مدرّسا للأدب العربي والفلسفة العربية في عدد من كليات بيروت. عمل كاتباً في عدد من الصحف والمجلات العربية. وقدم برامج إذاعية في عدد من إذاعات لبنان لأكثر من عشرين عاماً.
ويقول عن ولادته "ولدت في بقعة سكانها عرب حقيقيون، يتحدرون من أسر عربية عريقة، أما البيئة البيتية فكانت من جماعة الفكر والعلم والأدب والشعر، وتأثري الشديد كان بأخي فؤاد”، وأخيرا توفى بعد أعوام مديدة من التأليف والنشاط الثقافي في نوفمبر 2014مـ.

الكاتب والباحث المسيحي جورج جرداق

لقد قام جورج جرداق بتأليف 30 كتابا، منها: الإمام علي صوت العدالة الإنسانية، فاغنر والمرأة، قصور وأكواخ، صلاح الدين وريكاردوس قلب الأسد، نجوم الظهر، عبقرية العربية، صبايا ومرايا، وجوه من كرتون، حديث الحمار، حكايات. وله العديد من المؤلفات المسرحية، ومسلسلاً تلفزيونياً كتب قصته.
وكتب جرداق عن الحسين بن علي وقال في مؤلفه «رسالة الخالدين عن سيد شباب أهل الجنة»: حينما جنّد يزيد الناس لقتل الحسين وإراقة الدماء كانوا يقولون له كم تدفع لنا من المال؟ أما [[أنصار الحسين فكانوا يقولون لو أننا نقتل سبعين مرة فإننا على استعداد أن نقاتل بين يديك ونقتل مرات أخرى.
وكان جورج جرداق صاحب طريقة في الصحافة المكتوبة، وفي الصحافة المسموعة، عُرفت به، وعُرف بها.

## بدايات تأليف الكتاب
كان شقيق جورج الأكبر ـ فؤاد ـ علّأمة لغوية متميّز، فأهداه في صغره نسخة من كتاب «نهج البلاغة» لعلي بن أبي طالب. وبذلك منحه الفرصة التي كان يحتاج إليها ليؤلّف موسوعة حول شخصية تاريخية مثيرة للاهتمام. وهكذا بدأت حكاية هذه السلسلة. فبعد ما قرأ نهج البلاغة أعجب به، حيث حفظ أكثر من 70 بالمئة منه على ظهر قلب، وبدأ يفكر في مشروع عالمي حول علي بن أبي طالب يقدم من خلاله شخصيته بطريقة مختلفة، لذا أعاد قراءة نهج البلاغة أكثر من أربعين مرة، خلال تأليف الموسوعة.

## طبعات الموسوعة وترجماتها
صدرت من الموسوعة أربع طبعات عن ثلاث دور مختلفة خلال سنة واحدة. أما عدد نسخها فتخطى خمسة ملايين نسخة. وترجمت إلى الفارسية والأوردية، والإسبانية والفرنسية والإنجليزية. وفي تعليق له، قال جرداق: «لم أجن قرشاً واحداً من هذه المطبوعات وعندما أحتاج إلى مجموعة عربية أو أجنبية أشتريها على حسابي، فيما لم تكلّف دار واحدة نفسها أن ترسل لي نسخة هديّة من باب رفع العتب».
خلال هذه السنوات تبنت دور نشر كثيرة طباعة ونشر هذه الموسوعة، منها:المجمع العالمي لأهل البيت، دار الأندلس، دار مكتبة الحياة، الدار العربية للموسوعات، ودار صعصعة.

## جوائز ومدح
مدح الكثيرون من المهتمين بسيرة علي بن أبي طالب هذه الموسوعة، منهم: عبد الحسين شرف الدين والشيخ محمد جواد مغنية وموسى آل بحر العلوم وغيرهم، فقال السيد محسن الحكيم عن هذا الكتاب: «وأنصح الجميع أن يدرسوا هذا الكتاب على ضوء العقل والفطرة ليسمعوا الحقيقة من صوت العدالة الإنسانية ويتأثروا بروحه».
وقال الأدیب اللبنانی الشهير میخائیل نعیمة: «یقیني أنّ مؤلف هذا السفر النفیس، بما في قلمه من لباقة، وما في قلبه من حرارة، وما في وجدانه من إنصاف، قد نجح إلی حد بعید فی رسم صورة لابن أبي طالب، لا تستطیع أمامها، إلا أن تشهد بأنّها الصورة الحیّة لأعظم رجل عربي بعد النبي».
وقد حاز هذا الكتاب جائزة «أحسن من كتب عن الإمام عليه السلام» ورشحته لهذه الجائزة لجنة كان ضمنها الفيلسوف الشهيد محمد باقر الصدر.
وآخر تكريم حصل عليه جورج جرداق كان من مؤسسة جائزة عبد العزيز سعود البابطين التي منحته جائزتها التكريمية الكبرى وقيمتها خمسون ألف دولار.

## أجزاء الموسوعة
طبعت موسوعة الإمام علي صوت العدالة الإنسانية في خمسة مجلدات وأضيف لها فيما بعد ملحق ليصبح عدد الأجزاء ستة:
1. المجلد الأول بعنوان «علي وحقوق الإنسان»: الذي أثبت فيه بالدلائل الساطعة أن علياً سبق مفكري أوروبا والعالم إلى إدراك هذه الحقوق بمفهومها الثابت، وإلى إعلانها، بقرون عديدة.[10]
2. والمجلد الثاني بعنوان «بين علي والثورة الفرنسية»: وفيه تأكيد على السبق الذي حققه الإمام على فلاسفة الثورة الكبرى العظام.[10]
3. والمجلد الثالث بعنوان «عليّ وسقراط»: والمعروف أن سقراط هو أبو الفلاسفة الإنسانيين الكبار. وقد كشف المؤلف فيه أن سقراط والإمام علي يلتقيان على كل صعيد.[10]

1. والمجلد الرابع بعنوان «علي وعصره».
2. والمجلد الخامس بعنوان «علي والقومية العربية».
3. ملحق بعنوان «روائع نهج البلاغة».

وقام المجمع العالمي لأهل البيت بتحقيق واختصار الموسوعة لتصبح كتابا واحدا يحتوي على 821 صفحة.

## مقاطع من الكتاب
- هل عرفت صاحب سلطان تمرد على سلطانه لإقامة الحق في الشعب، وصاحب ثروة أنكر منها إلا القرص الذي يمسك عليه الحياة، وما الحياة لديه إلا نفع إخوانه في الخلق؟ أما الدنيا فلتغر سواه.[12]
- وليس غريبا أن يكون علي أعدل الناس، بل الغريب أن لا يكون.[13]
- فقد كان يحسن معاملة من أقام منهم معه، ويعرف أن أحدهم يهم بالخروج فلا يستكرهه ولا يستبقيه، ولا يرضى بأن يتعرض له من أصحابه أحد.[14]
- ويستمر تولّد الأفكار في «نهج البلاغة» من الأفكار، فإذا أنت أمام حشد منها لا ينتهي. وهو مع ذلك لا يتراكم، بل يتساوق ويترتب بعضه على بعض. ولا فرق في ذلك بين ما يكتبه علي وبين ما يلقيه ارتجالا، فالينبوع هو الينبوع ولا حساب في جريه لليل أو نهار.[15]
- أما العدل في الرعية، العدل الذي هو أساس الملك، فهو ينعكس من الجالس على العرش. وقد عرفت أرباب العروش الأموية وفيهم العاجز والسفيه والخليع والسكير والظالم، ولا نغفل عن أسلوب بني أمية المستهجن في شتم علي بن أبي طالب وبنيه على منابر الأمصار.[16]

## الهوامش
1. 1 2  وكالة العربية 24: رحيل المفكر اللبناني جورج جرداق نسخة محفوظة 16 ديسمبر 2019 على موقع واي باك مشين.
2. 1 2  قناة المنار الفضائية: مسيحيته لم تمنعه من القول إن علياً (ع) صوت العدالة الإنسانية نسخة محفوظة 03 يونيو 2016 على موقع واي باك مشين.
3. ↑  وكالة النخبة نيوز: وفاة مؤلف موسوعة الإمام علي صوت العدالة الإنسانية
4. 1 2 3 4  موقع إنباء الإخباري: جورج جرداق، وداعا يا قارئ صوت العدالة نسخة محفوظة 9 أكتوبر 2018 على موقع واي باك مشين.
5. 1 2  جريدة النهار: رحيل جورج جرداق نسخة محفوظة 05 يونيو 2016 على موقع واي باك مشين.
6. ↑  وكالة أنباء الكتاب الإيرانية: حوار مع مؤلف كتاب الإمام علي صوت العدالة الإنسانية نسخة محفوظة 30 سبتمبر 2018 على موقع واي باك مشين.
7. ↑  "موسوعة الإمام أمير المؤمنين: الإمام علي صوت العدالة الإنسانية". مؤرشف من الأصل في 2018-10-04. اطلع عليه بتاريخ 2016-05-06.
8. ↑  وكالة تسنيم الدولية للأنباء: جورج جرداق في ذكراه الأول [وصلة مكسورة] نسخة محفوظة 21 أغسطس 2020 على موقع واي باك مشين.
9. ↑  موقع كتاب بديا: الإمام علي صوت العدالة الإنسانية نسخة محفوظة 24 سبتمبر 2016 على موقع واي باك مشين. [وصلة مكسورة]
10. 1 2 3  "موقع طريق الحق: حوار مع الكاتب المسيحي جورج جرداق". مؤرشف من الأصل في 2020-03-13.
11. ↑  جورج جرداق، علي صوت العدالة الإنسانية، 1424، ص1
12. ↑  قرادح، جورج: علي صوت العدالة الإنسانية، ص51
13. ↑  قرادح، جورج: علي صوت العدالة الإنسانية، ص100
14. ↑  قرادح، جورج: علي صوت العدالة الإنسانية، ص152
15. ↑  قرادح، جورج: علي صوت العدالة الإنسانية، ص284
16. ↑  قرادح، جورج: علي صوت العدالة الإنسانية، ص405